# Милен (Бад Емс)
Милен (њем. Miellen) град је у њемачкој савезној држави Рајна-Палатинат. Једно је од 137 општинских средишта округа Рајн-Лан. Према процјени из 2010. у граду је живјело 422 становника. Посједује регионалну шифру (AGS) 7141086.

## Географски и демографски подаци
Милен се налази у савезној држави Рајна-Палатинат у округу Рајн-Лан. Град се налази на надморској висини од 85 метара. Површина општине износи 2,0 km². У самом граду је, према процјени из 2010. године, живјело 422 становника. Просјечна густина становништва износи 206 становника/km².